# Sonic Boom (гра, 2014)
Sonic Boom — відеогра в жанрі action-adventure для консолей Wii U і Nintendo 3DS, розроблена Big Red Button і Sanzaru Games у співпраці з Sonic Team. Це перша гра в новій франшизі Sonic Boom, і третя, створена в рамках ексклюзивної угоди з Nintendo. Гра є приквелом до однойменним мультсеріалу. Версії для різних платформ носять різні назви — Sonic Boom для Wii U має підзаголовок Rise of Lyric, а гра для 3DS — Shattered Crystal. На території Японії гри поширюються під назвами Sonic Toon: Ancient Treasure (яп. ソニックトゥーン 太古の秘宝, соникку ту:н тайко но хихо:) і Sonic Toon: Adventure Island (яп. ソニックトゥーン アイランドアドベンチャー, соникку ту:н айрандо адобэнтя:) відповідно. У 2016 році відбувся вихід нової гри серії під назвою Sonic Boom: Fire & Ice для платформи Nintendo 3DS.

## Ігровий процес
Обидві версії Sonic Boom — ігри жанру action-adventure. У Sonic Boom: Rise of Lyric ігровий процес зосереджений на боях і дослідженнях, в той час як Sonic Boom: Shattered Crystal містить елементи платформера, з акцентом на розв'язання головоломок. В обох версіях на вибір гравця надані персонажі їжак Сонік, лисеня Майлз «Тейлз» Прауер і єхидна Наклз; в Rise of Lyric також доступна їжачиха Емі Роуз, а в Shattered Crystal новий персонаж — борсучиха Стікс. Кожен персонаж має свої унікальні прийоми і здібності: Сонік швидко бігає, Тейлз вміє літати і використовувати різні пристрої, Наклз може закопуватися в землю і лазити по стінах, Емі за допомогою свого молота здатна знищувати ворогів і перешкоди і виконувати потрійний стрибок, тоді як інші роблять два стрибка, а керуючи бумерангом Стікс, гравець може атакувати супротивників і активувати перемикачі. Кожен персонаж володіє схожим на енергетичний шнур пристроєм під назвою «EnerBeam», який можна використовувати як зброю, або для взаємодії з ігровими об'єктами.
В однокористувацькому режимі гравець може перемикатися між героями. У Sonic Boom: Rise of Lyric також є підтримка кооперативного проходження удвох і змагального вчотирьох, проте онлайн-мультиплеер відсутій. Обидві версії гри відрізняються сюжетом, побудовою рівнів, локаціями і противниками.
Спочатку повідомлялося, що в грі не буде Смарагдів Хаосу, через те, що вони не існують в світі Sonic Boom. Пізніше продюсер гри Стівен Фрост вніс поправку, уточнивши, що сказане його колегами в інтерв'ю неправильно витлумачили: смарагдів не буде в майбутній грі, але в подальшому вони можуть з'явитися в інших частинах. Розробники обіцяли, що внесуть в сюжет старих персонажів з всесвіту Соніка. 14 серпня було анонсовано про появу в іграх Метал Соніка і їжака Шедоу.

## Сюжет
Антагоністом в обох іграх виступає Лірик — представник давньої раси, що нагадує змію-кіборга. Соніку і його друзям належить зійтися в битві з його армією роботів і зруйнувати плани лиходія по завоюванню світу. Версії гри різняться сюжетом. Так, в Sonic Boom: Shattered Crystal команда Соніка повинна врятувати Емі Роуз, викрадену Ліриком.

## Озвучування
В озвученні взяли участь ті ж актори, що і в іграх, за винятком Тейлза: його роль виконала Коллін Віллард, замінивши Кейт Хіггінс, яка озвучувала лисицю в попередніх іграх.
| Персонаж        | Англійське озвучування |
| --------------- | ---------------------- |
| Їжак Сонік      | Роджер Крейг Сміт      |
| Лисеня Тейлз    | Коллін Віллард         |
| Єхидна Наклз    | Тревіс Уіллінгем       |
| Емі Роуз        | Сінді Робінсон         |
| М. А. Й. А      | Сінді Робінсон         |
| Доктор Еггман   | Майк Поллок            |
| Мер Фінк        | Майк Поллок            |
| Бобер-прискіпа  | Майк Поллок            |
| Лірик           | Патрік Сайц            |
| Солті           | Патрік Сайц            |
| Хокі            | Патрік Сайц            |
| Їжак Шедоу      | Кірк Торнтон           |
| Кліфф           | Кірк Торнтон           |
| Прораб Фред     | Кірк Торнтон           |
| Шеф-кухар Вуді  | Кірк Торнтон           |
| Староста Такер  | Кірк Торнтон           |
| Q-N-C (Квінсі)  | Бен Діскін             |
| Борсучиха Стікс | Ніка Футтерман         |
| Доктор Джинджер | Ніка Футтерман         |
| Персі           | Ерін Фіцджералд        |

## Розробка
17 травня 2013 року Sega і Nintendo оголосили про укладену між компаніями угоду, згідно з якою Sega повинна була випустити три гри серії Sonic the Hedgehog ексклюзивно для консолей Nintendo. Перші дві гри — Sonic Lost World і Mario & Sonic at the Sochi 2014 Olympic Winter Games були анонсовані в той же день. Повідомлялося, що інформація про третю гру буде розкрита пізніше. Двома місяцями раніше, кадри з неоголошеної на той момент Sonic Boom: Rise of Lyric були продемонстровані в трейлері рушія CryEngine 3, показаному на заході Game Developers Conference.
Sonic Boom була офіційно анонсованою 6 лютого 2014 року. Гра є частиною нового відгалуження від основної серії, яке також включає в себе однойменний мультсеріал і різні супутні товари. Однією з відмінностей Sonic Boom від попередніх ігор став змінений зовнішній вигляд персонажів. За заявою Sega нове відгалуження не було створено, щоб замінити оригінальну франшизу.
Робота над грою почалася в 2011 році, до укладення угоди Sega з Nintendo. На ранніх етапах виробництва обидві гри носили назву Sonic Synergy. Версію гри для Wii U розробляла лос-анджелеська ігрова студія Big Red Button, а версію для Nintendo 3DS — студія Sanzaru Games з Сан-Франциско. Sonic Team, компанія-розробник основних ігор серії, і її голова Такасі Іідзука здійснювали нагляд над проектом. Big Red Button була обрана тому, що працівники студії і її керівник Боб Рафей раніше брали участь в розробці ігор Jak and Daxter і Uncharted, і тому мали досвід у створенні ігор жанру action-adventure. Головним дизайнером рівнів в Sonic Boom: Rise of Lyric виступив Кріс Сенн, відомий по розробці скасованої гри Sonic X-treme для Sega Saturn. Причиною по якій робота над Sonic Boom було довірено американським розробникам, стало бажання Sega підвищити привабливість франшизи для західної аудиторії. Спочатку повідомлялося, що ні ігри, ні мультсеріал НЕ будуть випущені на території Японії, а Sonic Team продовжить робити інші ігри про Соніка паралельно з виробництвом ігор та тематичної продукції для нового відгалуження. Однак пізніше було оголошено, що ігри все ж вийдуть в Японії, де будуть поширюватися під назвою Sonic Toon.
Розробка гри велася одночасно зі створенням мультсеріалу. Big Red Button, Sega і анімаційна студія OuiDo! Entertainment обмінювалися ідеями і тісно співпрацювали один з одним. За словами розробників, Sonic Boom була натхненна іграми Sonic the Hedgehog 2, Sonic Adventure і Sonic Generations. Sonic Boom: Rise of Lyric стала першою грою для консолі Wii U, що базується на движку CryEngine 3. Через те, що рушій не підтримував функцію розділеного екрану, Big Red Button довелося звернутися за допомогою до німецької компанії Crytek, — творцям CryEngine 3.
Sonic Boom: Rise of Lyric і Sonic Boom: Shattered Crystal були показані на виставці Electronic Entertainment Expo 2014, що проводилася з 10 по 12 червня в Лос-Анджелесі. C 24 по 27 липня гри демонструвалися на фестивалі San Diego Comic-Con в Сан-Дієго, з 14 по 17 серпня — на виставці Gamescom в Кельні, з 29 серпня по 1 вересня — на PAX Prime в Сіетлі, 10 вересня — на GameStop Expo в Анагаймі, з 18 по 21 вересня — на Tokyo Game Show в Тібі, з 25 по 28 вересня — на EGX London в Лондоні, 4 жовтня — на заході Sonic Boom в Нью-Йорку. 4 листопада на сервісі цифрової дистрибуції Nintendo eShop стала доступна для завантаження демонстраційна версія Sonic Boom: Shattered Crystal, а 4 грудня була випущена демо-версія Sonic Boom: Rise of Lyric. Вихід Sonic Boom: Rise of Lyric в Північній Америці спочатку повинен був відбутися 18 листопада, але пізніше був перенесений на 11 листопада. На цю ж дату заплановано реліз Sonic Boom: Shattered Crystal. В Європі обидві гри були випущені 21 листопада, а в Японії — 18 січень. Як просування Sonic Boom: Shattered Crystal, в день виходу гри, в Nintendo eShop з'явилася безкоштовна тема для Nintendo 3DS, а в гру Puzzle Swap, доступну через додаток StreetPass Mii Plaza, був доданий пазл, присвячений Sonic Boom. При оформленні замовлення будь-якої з ігор через мережі продажів GameStop і EB Games в США і Канаді відповідно, можна було безкоштовно отримати екшен-фігурку Соніка з Давнім кристалом. У США і Великій Британії, покупцям, які здійснили попереднє замовлення Sonic Boom: Rise of Lyric через торгову мережу Amazon.com, надавався код для розблокування додаткових світлових костюмів для ігрових персонажів. Мешканці Великої Британії, що оформили попереднє замовлення ігор через онлайн-магазин Nintendo, як бонус отримували тематичну футболку. У Sonic Boom: Shattered Crystal як внутріігрового контенту, увійшов комікс від видавництва Archie Comics, створений спеціально для гри.

## Відгуки та критика
Відразу після виходу на гру обрушився шквал негативних відгуків, які критикували в основному велику кількість багів (такі як падіння крізь поверхню або «нескінченний стрибок» Наклза), падіння FPS, незручну камеру і управління. До 31 грудня 2014 року сумарний тираж проданих по всьому світу обох ігор склав 490 тисяч копій — це стало найгіршим показником з продажу за всю історію серії Sonic the Hedgehog. Станом на 31 березня 2015 року всього було продано 620 тисяч примірників ігор.